# لوئیس تسار
لوئیس لوپز تُسار (اسپانیایی: Luis López Tosar‎؛ زادهٔ ۱۳ اکتبر ۱۹۷۱) بازیگر و موسیقی‌دان اسپانیایی اهل گالیسیا است. او یکی از شناخته‌شده‌ترین و انعطاف‌پذیرترین بازیگران اسپانیا به شمار می‌رود.
از فیلم‌ها یا برنامه‌های تلویزیونی که وی در آن نقش داشته‌است، می‌توان به موج جنایت، مأمور مخفی، مایشابل، نامه، تورو، جان‌های سلیا، مرزهای کنترل، میامی وایس، چشم‌هایم برای تو، احساس مالکیت، یک شب در مکزیک قدیمی، سلول ۲۱۱، ما ما، وسوسه‌ام نکن، تا بلندای آسمان، ۱۸۹۸، آخرین مردان ما در فیلیپین، یک تپانچه در هر دست و محموله اشاره کرد.